# أكسيد الكبريت

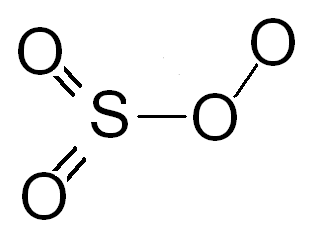
مادة كيميائية

أكاسيد الكبريت هي مجموعة من المركبات الكيميائية (أكاسيد) التي تتكون من عنصري الكبريت والأكسجين. منها
- تحت أكاسيد الكبريت SmOn، حيث m < 2n؛ منها أحادي أكسيد ثنائي الكبريت S2O
- أحادي أكسيد الكبريت SO والمركب ثنائي الوحدات الناتج عنه ثنائي أكسيد ثنائي الكبريت S2O2
- ثنائي أكسيد الكبريت SO2
- ثلاثي أكسيد الكبريت SO3